# Петровка (Голованевский район)
Петровка (укр. Петрівка) — село в Благовещенской городской общине Голованевского района Кировоградской области Украины.
До 2020 года входило в Благовещенский район
Население по переписи 2001 года составляло 8 человек. Почтовый индекс — 26431. Телефонный код — 5259.